# فرزند چاکی
فرزند چاکی (انگلیسی: Seed of Chucky) فیلمی در ژانر کمدی، اسلشر، کمدی ترسناک، نقیضه، و ترسناک به کارگردانی دن مانچینی است که در سال ۲۰۰۴ منتشر شد.

## بازیگران
- براد دوریف
- بیلی بوید
- جنیفر تیلی
- هانا اسپریت
- جان واترز
- جیسون فلمینگ
- نیکولاس رو
- دبی لی کارینگتن